# Медійне агентство
Медійна агенція — це тип рекламного агентства, яка консультує компанії щодо того, як і де розміщувати рекламу, а також про те, як створити у суспільній думці громадськості позитивне уявлення про себе. Основні послуги медійного агентства включають рекламу, зв'язки з громадськістю та інші форми медіаменеджменту.

## Категорії

### Медіабаїнг
Медіабаєри — це люди, які підтримують зв'язок із рекламними майданчиками та видавцями різних медій. Вони мають глибокі знання щодо правил розміщення реклами, та використовують відповідний рекламний інструментар, аби досягди ключових показників ефективності. Медійні агенції діють як незалежні брокери, які здійснюють транзакції в медіапросторі та беруть під контроль маркетинговий процес після того, як креативне агентство завершить свою роботу з підготовки та випуску рекламних креативів.

### Цифрові медіаагентства
Цифрові медіаагентства (також відомі як digital-агентства) пропонують широкий спектр послуг, включаючи медіапланування та купівлю медійної реклами, контекстну рекламу (PPC), пошукову оптимізацію (SEO), маркетингові технологічні послуги, маркетинг у соціальних мережах, управління онлайн-репутацією та программатік-рішення.

### Креативні агентства
Креативні агентства (creative agencies) — це компанії, які спеціалізуються на розробці концепцій та креативних рішень для рекламних кампаній. Вони можуть працювати з іншими агентствами, які забезпечують інші послуги, такі як медіапланування та PR.

### PR-агентства
PR-агентства (public relations agencies) — це агентства, які спеціалізуються на підтримці позитивного іміджу та репутації клієнта. Вони забезпечують послуги з медіарелейшнс (зв'язків з громадськістю), розробки інформаційних стратегій тощо.

### Агентства повного циклу
Повні агентства (full-service agencies) - це агентства, які пропонують повний спектр рекламних послуг, включаючи розробку стратегії, креатив, медіапланування та купівлю медіа, виробництво рекламних матеріалів, PR-кампанії та інші послуги.